# Vaskovîci, Korosten
Vaskovîci (în ucraineană Васьковичі) este o comună în raionul Korosten, regiunea Jîtomîr, Ucraina, formată numai din satul de reședință.

## Demografie
Componența lingvistică a comunei Vaskovîci
     Ucraineană (95,13%)
     Rusă (2,98%)
     Alte limbi (0,63%)
Conform recensământului din 2001, majoritatea populației comunei Vaskovîci era vorbitoare de ucraineană (95,13%), existând în minoritate și vorbitori de rusă (2,98%) și armeană (1,26%).